# Dichochrysa astur
Dichochrysa astur är en insektsart som först beskrevs av Banks 1937.  Dichochrysa astur ingår i släktet Dichochrysa och familjen guldögonsländor. Inga underarter finns listade i Catalogue of Life.